# Wei Shui (vattendrag i Kina, Hunan)
Wei Shui är ett vattendrag i Kina. Det ligger i provinsen Hunan, i den södra delen av landet, omkring 36 kilometer nordväst om provinshuvudstaden Changsha.
Genomsnittlig årsnederbörd är 1 710 millimeter. Den regnigaste månaden är maj, med i genomsnitt 305 mm nederbörd, och den torraste är oktober, med 46 mm nederbörd.